# چهانباریا
چهانباریا (به لاتین: Chhanbaria) یک روستا در بنگلادش است که در استان باریسال و در ناحیه باریسال واقع شده است.